# なんぶ里バス

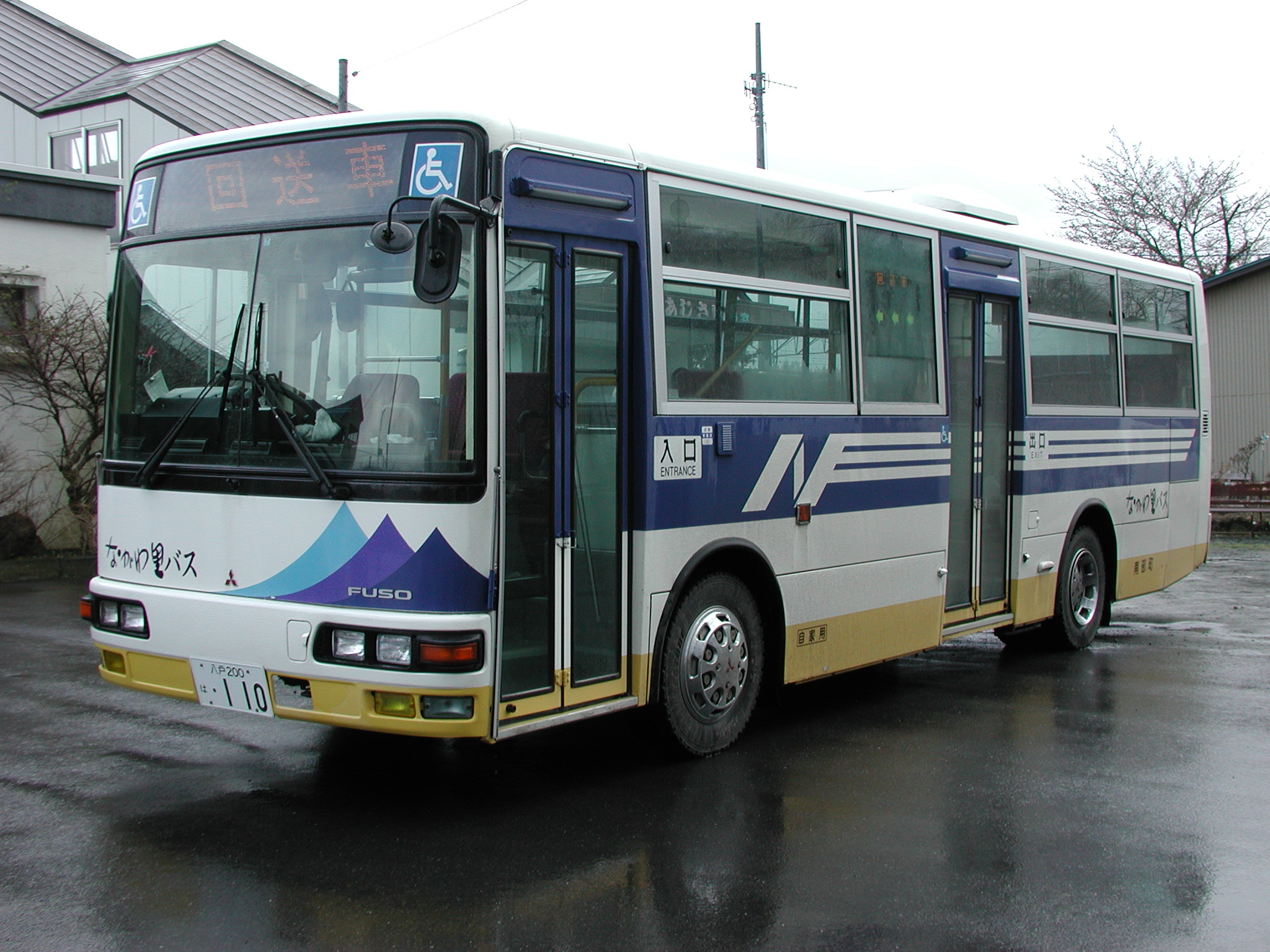
ながわ里バス（剣吉駅にて、2008年4月）
在籍する6台のうち、画像の車両は運行開始当初から投入された新製車（三菱ふそう・エアロミディMK）で、車椅子スロープ付きワンステップバスとなっている。

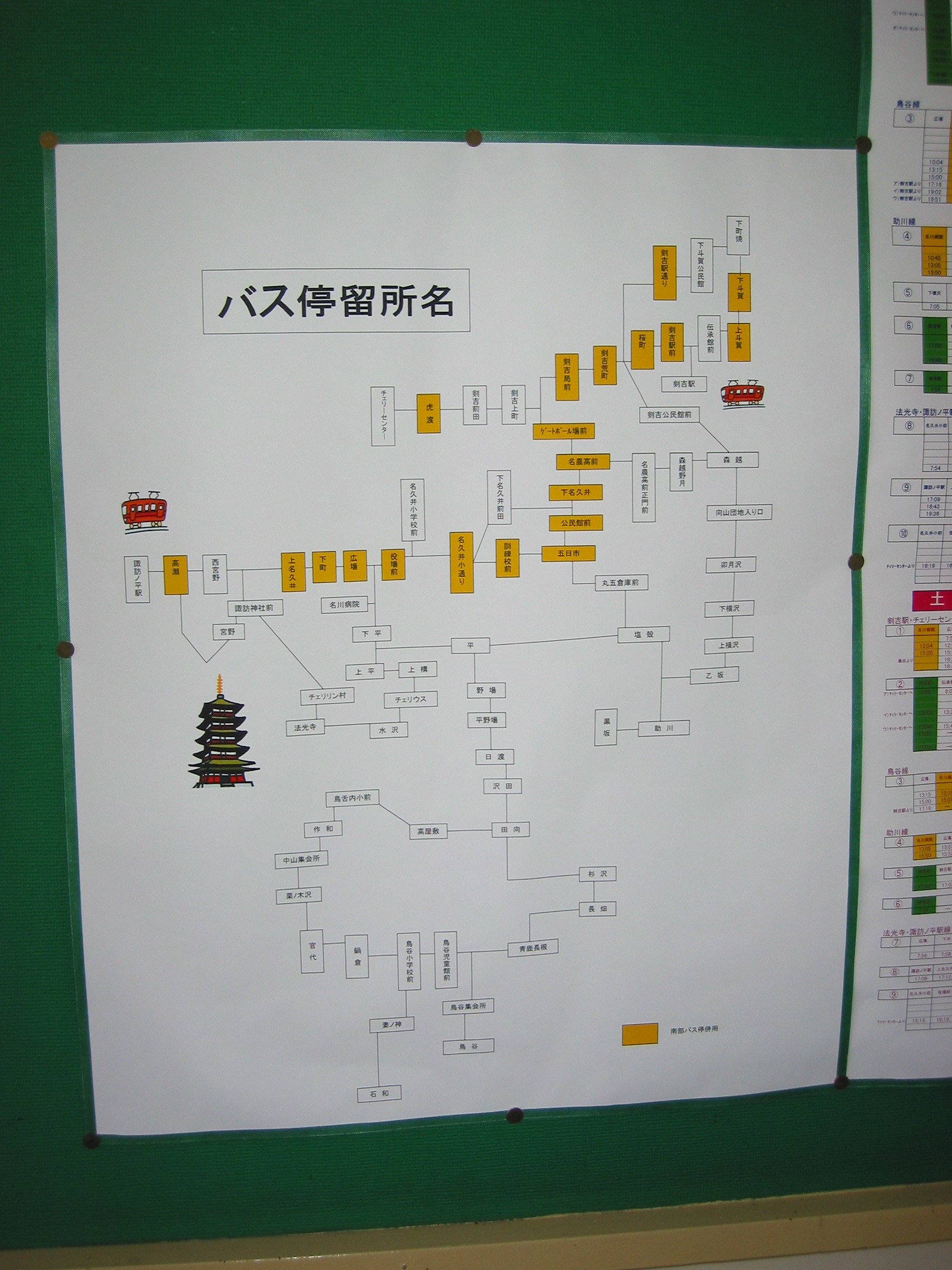
名川町時代のバス路線図（2002年12月）

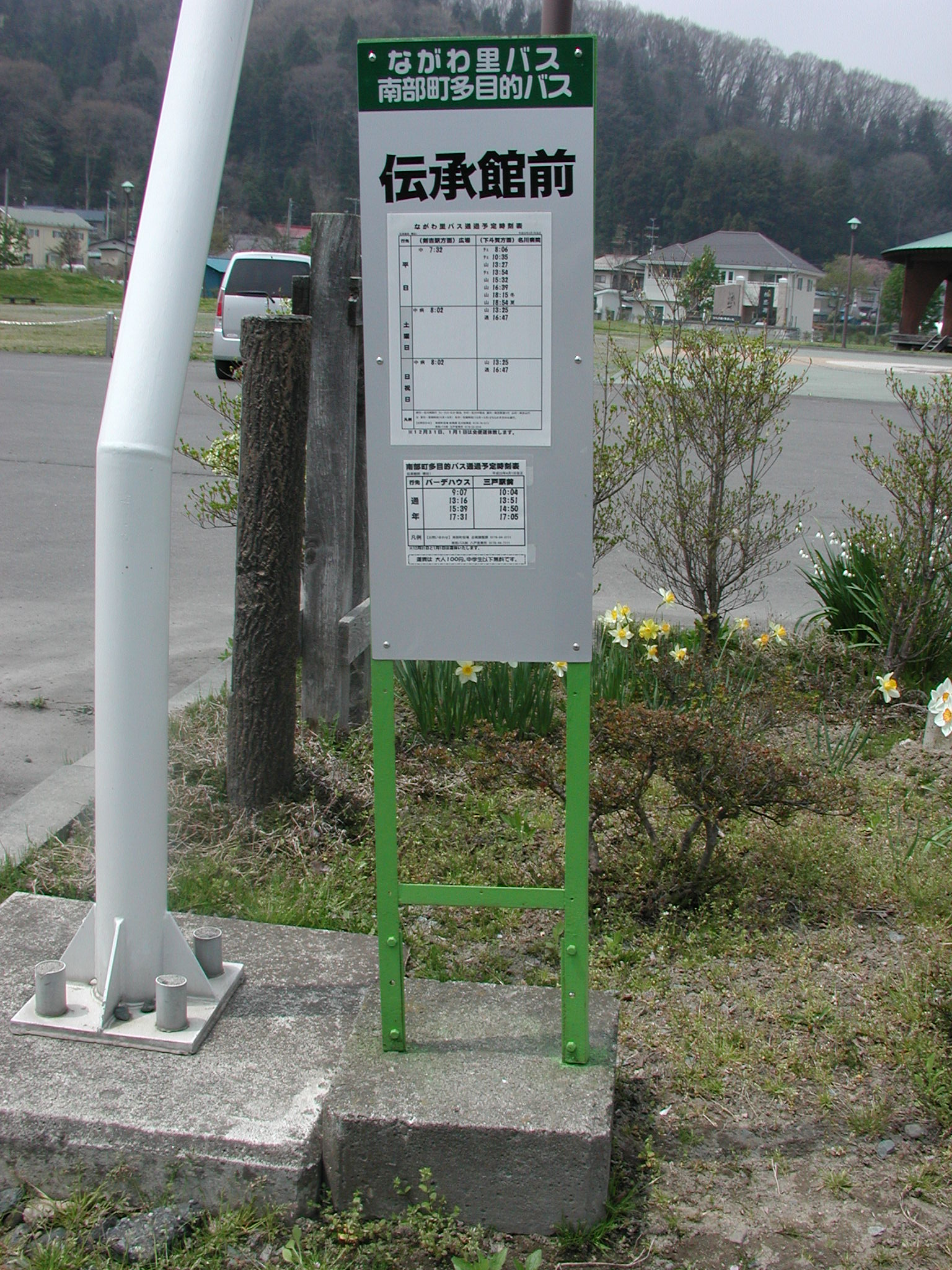
南部町多目的バスと共用のバス停ポール（2010年5月）

なんぶ里バス（なんぶさとバス）は青森県三戸郡南部町が運営するコミュニティバス（旧80条バス）。南部町では南部町多目的バスとともに「多目的バス」と称している。市町村合併前の旧名川町域を運行エリアとしており、2011年1月まではながわ里バスの名称であった。令和4年 (2022年) 4月1日をもって南部町多目的バスと統合され、｢なんぶちぇりバス｣に名称変更された。

## 運行内容
- 運賃：大人（高校生以上）100円均一、小中学生以下は無料
- なんぶ里バス専用回数券を発行している。
  - なんぶ里バス専用回数券では、[南部町多目的バスには乗車できない。
  - それ以外の回数券（南部バス・八戸市営バス・十鉄バスの回数券を含む）は使用できない。
- 一部の停留所では、南部バスの一般路線・南部町多目的バスと停留所ポールを兼用している。

### 運行委託
- 南部バス（岩手県北自動車南部支社）三戸営業所

### 沿革
- 2002年4月27日 - 運行開始（開始に伴い南部バスの町内路線の一部が廃止されたが、廃止代替が目的ではなく、バス空白地帯へもバスを走らせる目的である）。
- 2010年1月18日 - 在籍車のうち、老朽化した1台を新型車両（いすゞ・エルガミオワンステップ）に置き換え[2]。
- 2011年2月 - なんぶ里バスに名称変更[1]。
- 2017年3月1日 - 運転業務受託者であった南部バスの経営破綻に伴い、同社運営を引き継いだ岩手県北自動車（南部支社）への移管を実施。

## 路線
- 剣吉・チェリーセンター線
- 鳥川線
- 助川線
- 法光寺・諏訪ノ平駅線

## 車両
中型路線バス車両とマイクロバス車両のいずれかが運用される。
専用車両
- いすゞ・ジャーニーK - 名川町時代の車両。
- 三菱ふそう・エアロミディMK
  - 2002年の運行開始時に導入された専用カラーの新製車両。車椅子用スロープ付きワンステップバス。
- いすゞ・エルガミオ
  - 旧型車両の代替で、2010年1月に導入された専用カラーの新製車両。車椅子用スロープ付きワンステップバス。

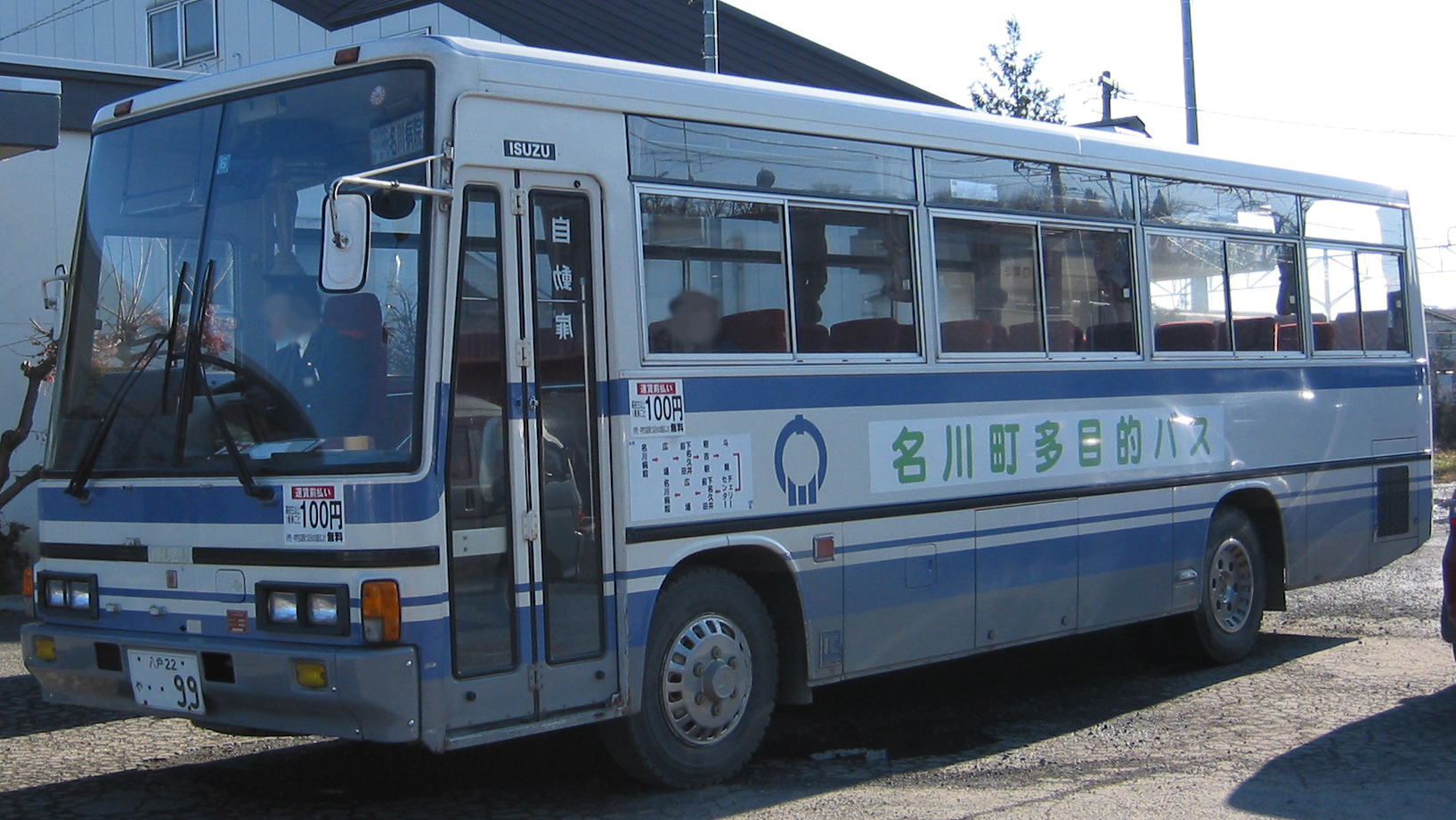
いすゞ・ジャーニーK 名川町時代の車両（2002年12月撮影）※他にも車両あり
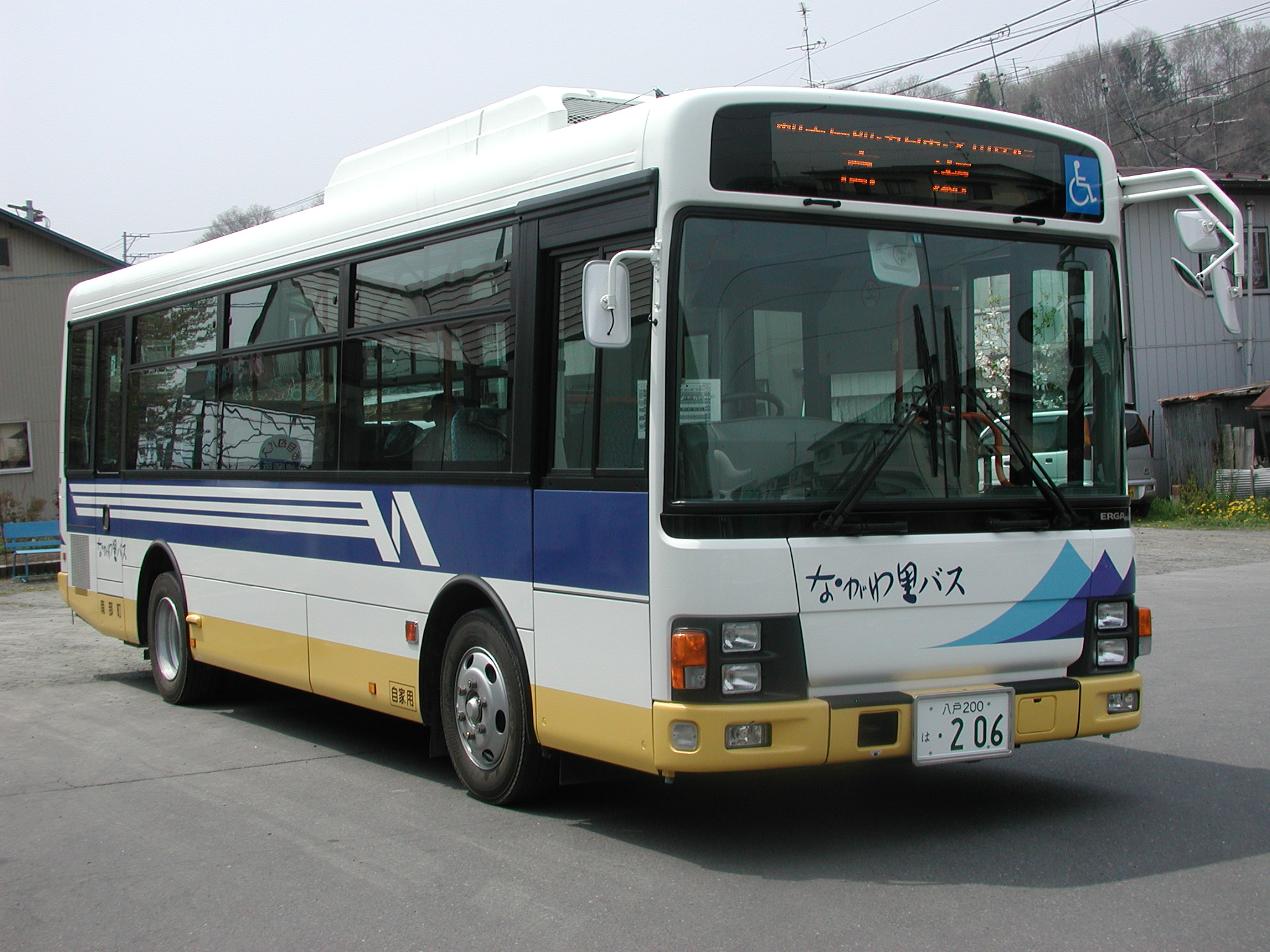
いすゞ・エルガミオ ワンステップ 2010年1月に導入された新製車（2010年5月撮影）